# Evening Primrose
Evening Primrose è un musical del librettista James Goldman e del compositore e paroliere Stephen Sondheim tratto dall'omonimo racconto di John Collier.

## Trama
Per allontanarsi dal mondo il poeta Charles Snell si rifugia in un grande magazzino ogni giorno dopo la chiusura. Una notte scopre che anche un nutrito gruppo di emarginati ha avuto la sua stessa idea e si unisce a loro per il suo periodo di permanenza nel grande magazzino. Ma la situazione si complica quando si innamora della bella Ella.

## Numeri musicali
- If You Can Find Me I'm Here
- I Remember
- When
- Take Me To The World
- Take Me To The World (Reprise)

## Produzioni
Il musical fu scritto per la televisione e andò in onda per la prima volta 16 novembre 1966 per la serie ABC Stage 67; Anthony Perkins interpretava il protagonista e Charmian Carr la sua innamorata.
La prima messa in scena teatrale avvenne a Londra nel luglio 2005, quando Evening Primrose fu diretto da Ian Marshall Fisher per il Lilian Baylis Theatre. Nel 2010 il musical andò in scena a New York sotto forma di concerto.